# Новаково (Пловдивская область)
Новаково (болг. Новаково) — село в Болгарии. Находится в Пловдивской области, входит в общину Асеновград. Население составляет 412 человек.

## Политическая ситуация
В местном кметстве Новаково, в состав которого входит Новаково, должность кмета (старосты) исполняет Елена Кирова Поповска (партия ВМРО — Болгарское национальное движение) по результатам выборов правления кметства.
Кмет (мэр) общины Асеновград — Христо Грудев Грудев (коалиция партий: Граждане за европейское развитие Болгарии (ГЕРБ), ВМРО — Болгарское национальное движение) по результатам выборов в правление общины.

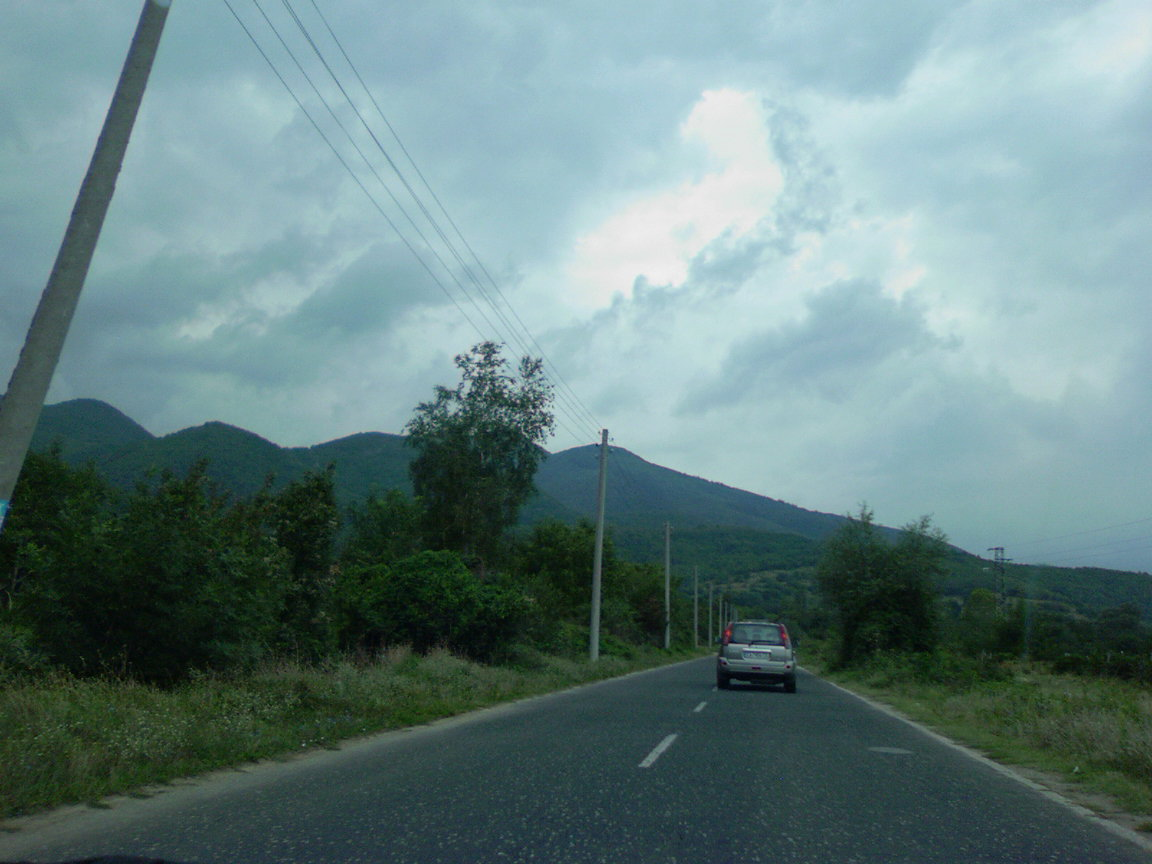

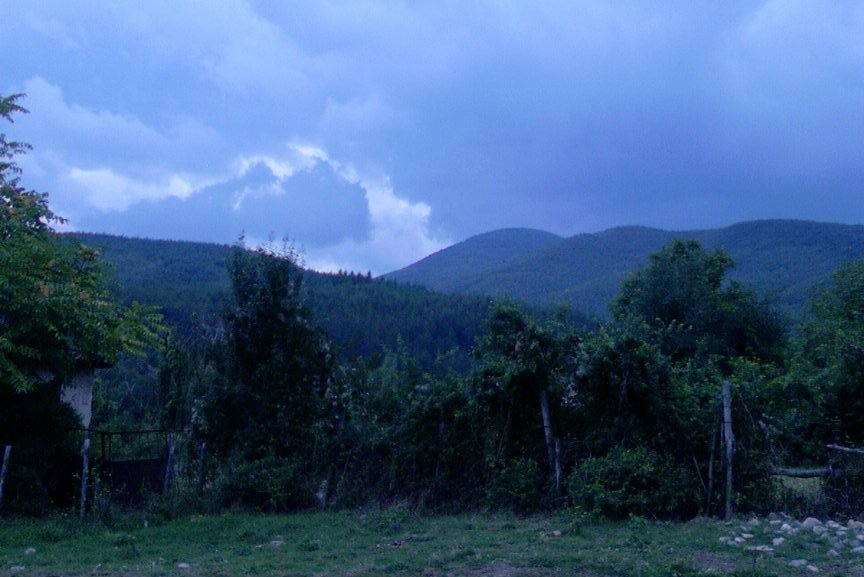